# Marilynia eratos
Marilynia eratos är en rundmaskart som beskrevs av Stephen Donald Hopper 1972. Marilynia eratos ingår i släktet Marilynia och familjen Cyatholaimidae. Inga underarter finns listade i Catalogue of Life.